# Perinvolvulus cuprescens
Perinvolvulus cuprescens is een keversoort uit de familie Rhynchitidae. De wetenschappelijke naam van de soort is voor het eerst geldig gepubliceerd in 1944 door Voss.